# Commedia dell'arte

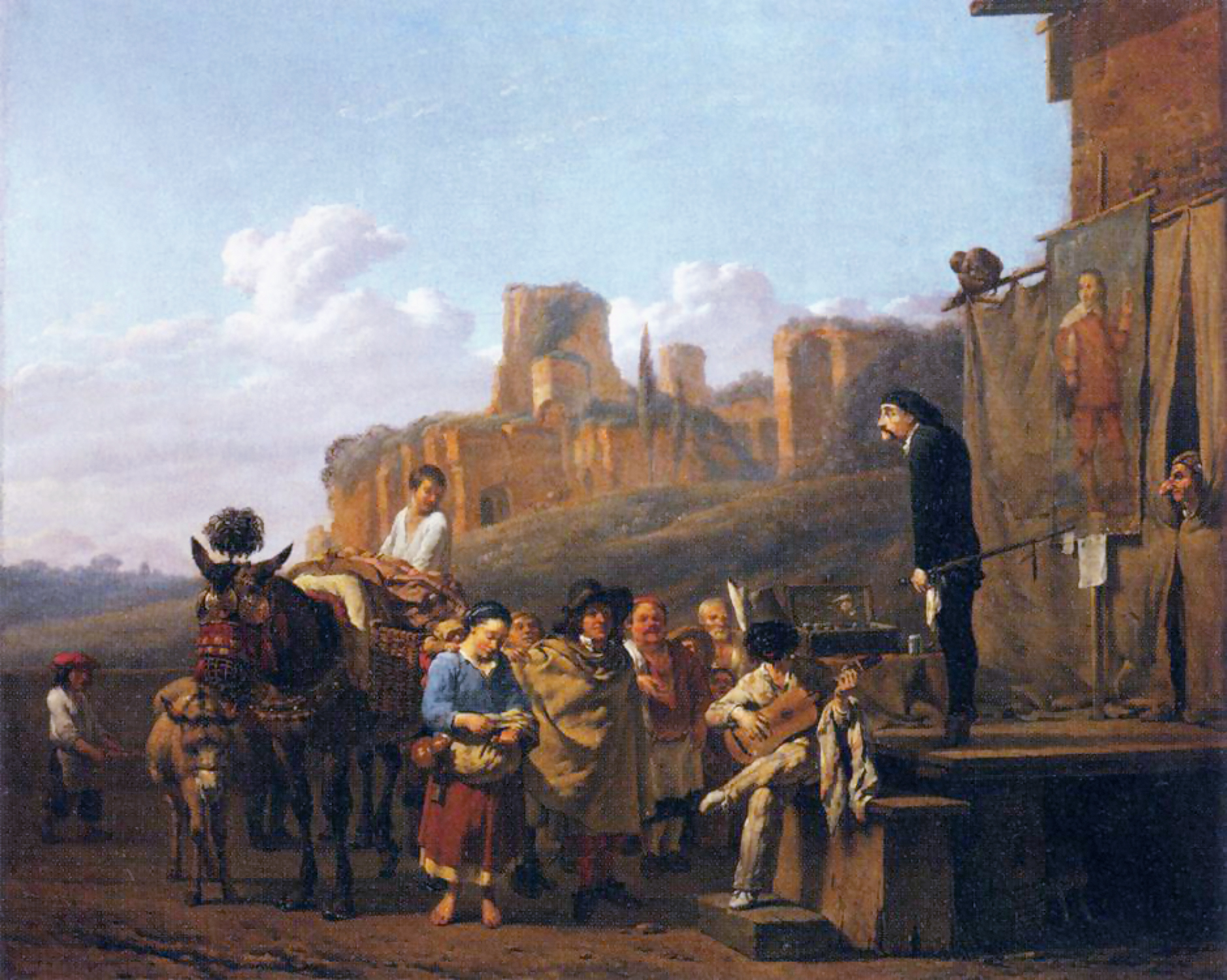
Pictură de Karel Dujardins, Spectacol Commedia dell'arte, datată 1657, Muzeul Louvre.

 Commedia dell'arte , conform originalului din italiană, însemnând "comedia artiștilor / breslei artiștilor", este o formă a teatrului de improvizaţie, ale cărei origini se găsesc în Italia secolului al 16-lea, care a ajuns la un anumit apogeu al popularității sale un secol mai târziu, fiind practicată până în ziua de astăzi. Spectacolele perioadei de început erau în majoritatea lor lipsite de vreun text scris, se desfășurau în aer liber cu foarte puține decoruri. Spectacolele erau gratuite, dar se bazau pe donațiile spectatorilor. Trupele constau, de obicei, din zece actori   Răspândit rapid în întreaga Europă, genul era cunoscut în afara Italiei sub numele de "comedie italiană".

## Definire

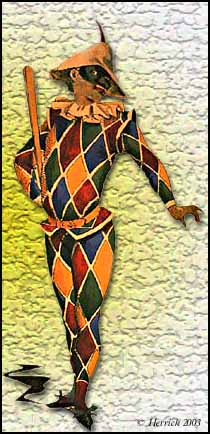
Simbolul Arlechino

Fenomen singular în istoria teatrului, ale cărui coordonate cronologice s-au pierdut sau nu s-au descoperit încă, în pofida minuțioaselor documente scoase la iveală de numeroase lucrări de referință, commedia dell’arte este încă o apariție tulburătoare, irepetabilă până acum și foarte sigur de aici înainte. 
Commedia dell’arte –textul- citită astăzi la rece , cu un ochi de simplu observator al fondului unui text de idei, pare searbădă, înghețată convențional- mai ales după ce subiectele ne-au devenit atât de cunoscute datorită unor condeie celebre: Shakespeare, Moliere, Cervantes, Vega etc. Benedetto Croce în studiul său “În jurul commediei dell’arte” nu vede în ea decât caracterul schematic, imboldul bufonesc, atracția erotică între actor și actriță etc.
Spectacolul improvizat-commedia dell’arte pornește și se fixează ca formă teatrală politică și socială, creație a burgheziei în ascensiune, determinând o adevărată revoluție în teatru. Odată cu ea apar personaje din noile medii sociale-negustori, țărani, cu noile relații ce se stabilesc între clase și pături sociale, cu o iubire de libertate națională și individuală în care atât reacția împotriva opreliștilor bisericești cât și atitudinea poporului în fața cuceritorului spaniol sunt răspicat exprimate.

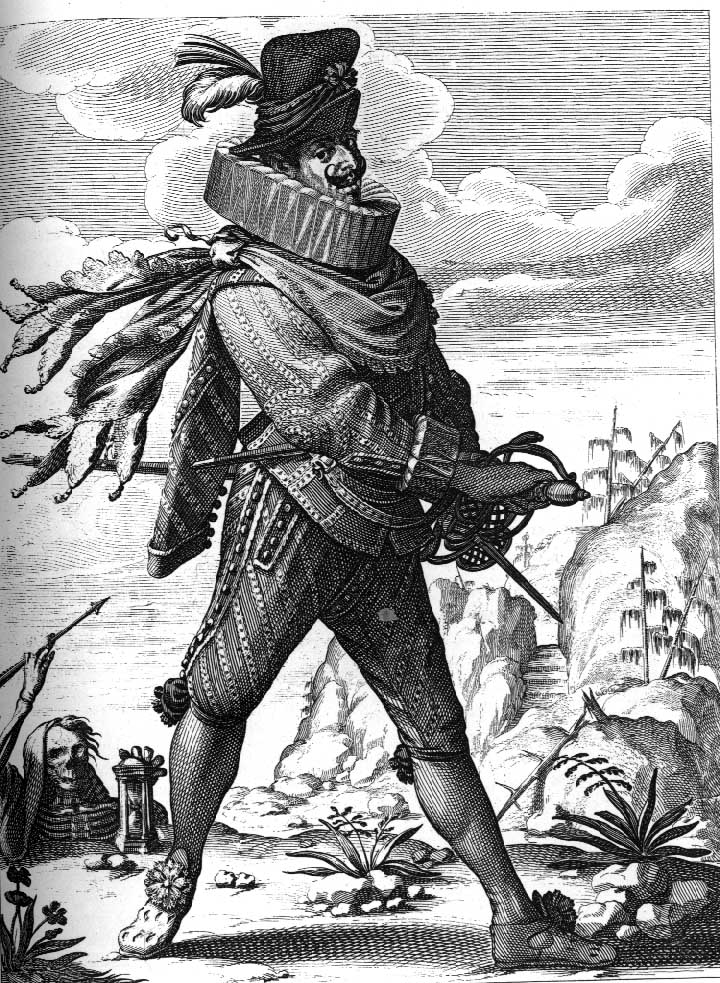
Imaginea Căpitanului spaniol în commedia dell'arte

## Primele reprezentații
Cel dintâi document sigur cu privire la o reprezentație improvizată cu actori mascați este oferit de un fragment din 1565 păstrat din dialogurile lui Massimo Trojano. La numai câțiva ani apare înregistrată trupa Gelosi, apoi tot atât de spontan ca jocul însuși, o mulțime de trupe: Accesi, Infiammati, Confidenti, Uniti, Desiosi, Diana etc.
Textul commediei dell’arte judecat aparte, rupt de spectacol nu prezintă în sine o valoare artistică literară. Așa cum au susținut istorici de teatru- Toschi, Pandolfi, Sanesi – este sigur că schema generală a textului mergea pe linia unei popularizări a textului erudit, intrând aici recurgerea la vulgaritate, urzeala,intrigile, situațiile comice sau tragice fiind luate în mare parte din comedia erudită. Important este ceea ce face actorul. Textul își cucerește astfel originalitatea, orice cunoscător putând semnala asemănări între importantele piese ale lui Gio Battista della Porta, Placido Adriani sau Silvio Fiorillo.

## Scenariul și personajele
Schema generală a scenariului – canovaccio – este simplă: doi tineri îndrăgostiți, un bătrân dat în mintea copiilor, îndrăgostit la rându-i de iubita fiului, un bătrân cumsecade și cu capul pe umeri, perechea de slugi istețe și viclene, cinstite sau mai puțin cinstite, îndrăgostiți și ei, sprijinindu-i pe cei doi tineri, peripeții, neînțelegeri, ciomăgeli, travestiuri, și totul se termină cu bine,conform legilor firești ale naturii: tinerii se căsătoresc, bătrânii rămân singuri cu treburile lor, slugile își slujesc mai departe stăpânii, căsătorindu-se și ele.
Pe această temă generală se brodează la nesfârșit, variațiunile nici nu se pot socoti, fiecare personaj apare cu identitatea lui aducând noutatea și neprevăzutul în spectacol.
Fiecare personaj era creat pe o singura idee- de unde și denumirea de personaj masca pornindu-se desigur și de la faptul că actorii jucau mascați. Dar dincolo de existența reală a măștii, exista construcția psihologică, cu o singură direcție de dezvoltate: Pulcinella – trândav, pungaș, mâncău; Brighella – intrigant, deștept, viclean, răutăcios; Arlecchino – pierde-vară, naiv, vesel etc.

## Actorii și improvizațiile

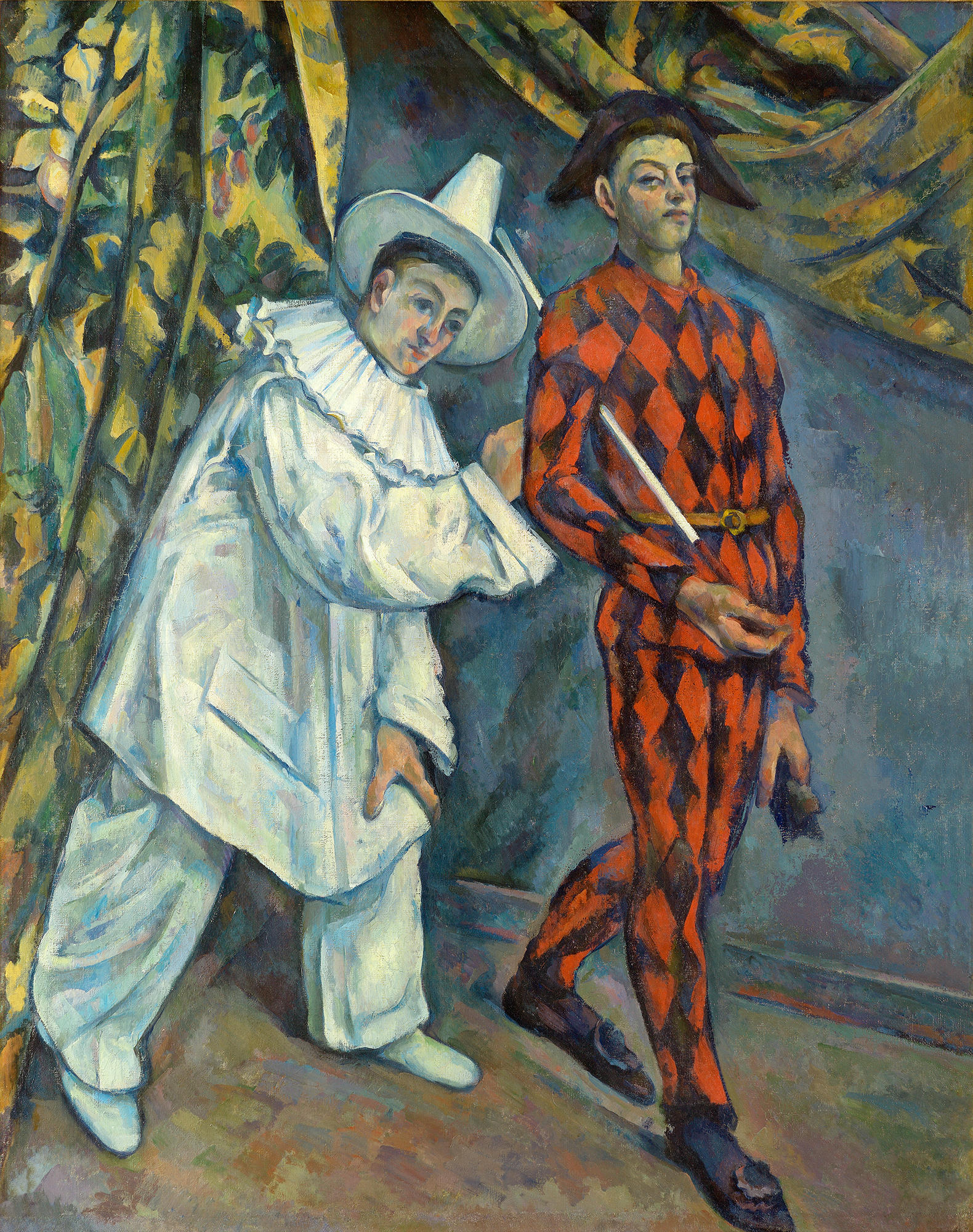
Personajele commediei dell'arte în viziunea lui Paul Cézanne

Scenariile commediei dell’arte aduceau întâmplări și personaje din viața de toate zilele, cu implicațiile sociale și politice ale zilei. Dar în ciuda schematismului lor, ele ofereau reprezentații spectaculoase, nu atât prin dinamismul intrigii-uneori de domeniul absurdului- ci în special prin formația intelectuala și tehnica a jocului actoricesc. Astfel se explică succesul ei de-a lungul a aproape două veacuri în întreaga Europa, însemnând un moment deosebit de important pentru școala actoricească. Căci actorii commediei dell’arte în ciuda unor scenarii lipsite de logica strictă, știau întotdeauna cum să improvizeze, cum să se adreseze tuturor, și nu numai intelectului cât și auzului și văzului, adică perceperii imediate, ca divertisment. Jongleuri și mimi extraordinari, căntăreți virtuoși din gura sau foarte diferite instrumente, dansatori și acrobați de excepție, actorii își stăpâneau sufletul și trupul, vocea, scoțând la iveală minunile din spectacole, însemnele lor-alături de mișcare, muzică și voce, costumele alcătuind simbolurile atât de grăitoare ale artei lor.

## Canoane
Trecând cu ușurință peste canoanele clasice, peste unitățile riguros stabilite, commedia dell’arte păstrează în mare schema: trei acte (nu cinci ca în comedia clasică), prologul,epilogul,liniile generale ale desfășurării subiectului. Unitatea de acțiune este “spartă” : apar acțiuni paralele, intrigi amoroase, nu una, ci două, trei și chiar șase.
Devenit tipic odată cu Euripide și Terentiu , pentru teatrul antic, prezent în orice producție teatrală din Renaștere cu funcția de a lămuri subiectul, intențiile și motivațiile artistice ale autorului, având uneori forma dialogată, în commedia dell’arte prologul – numit și complimento- este o adresare directă către public rostită de actorul principal pentru a mulțumi acestuia și pentru a anunța subiectul comediei, povestind câteodată pentru înlesnirea înțelegerii, cele ce se petrecuseră înainte. Anticipând funcția raisonneur-ului de mai târziu, preluând parte din funcția corului clasic grec, prologul – uneori chiar personaj cu acest nume- puncta în timpul desfășurării spectacolului, gradarea dramatică.
Epilogul – element tehnic literar, rareori întâlnit în commedia dell’arte, uneori cu simpla funcție de a mulțumi publicului, se schimbă treptat într-o scenă de pantomimă, cu muzică, dans și cânt la care participă toți actorii, accentuând sfârșitul vesel al comediei.
În ceea ce privește masca , cunoscută încă din paleolitic cu funcție rituală, apoi de-a lungul vremurilor cu tot felul de alte funcții sociale și politice, păstrată în carnavale, ea trece în teatrul antic, în tragedie și comedie la început cu aceeași funcție socială, apoi ca simplu însemn actoricesc-albă pentru personaje feminine, întunecată pentru personaje masculine-cu rolul de a înlesni înțelegerea piesei, scoțând la iveală convențional, o anume stare sufletească, o anume vârstă și condiție socială, amplificând prin forma ei ciudată, de pâlnie, vocea actorului.